# تیم ملی بسکتبال مردان السالوادور
تیم ملی بسکتبال السالوادور نماینده السالوادور در مسابقات بین‌المللی است.